# سيتاجليبتين/ميتفورمين
سيتاجليبتين/ميتفورمين، ويباع تحت الاسم التجاري جانوميت، هو دواء مركب يستخدم لعلاج مرض سكري النوع الثاني. يمكن استخدامه للأشخاص الذين لا يتم التحكم في نسبة سكر الدم لديهم بالميتفورمين وسلفونيل يوريا. يُؤخذ هذا الدواء عن طريق الفم.
تتضمن الآثار الجانبية الشائعة الإسهال والصداع والتهابات الجهاز التنفسي العلوي. قد تشمل الآثار الجانبية الخطيرة حماض لاكتيكي، والتهاب البنكرياس، وانخفاض نسبة السكر في الدم، وقصور القلب، وآلام المفاصل، والحساسية. لم تتم دراسته بشكل جيد بالنسبة للحوامل والمرضعات. يحتوي على سيتاغلبتين(مثبط ثنائي ببتيديل ببتيداز-4) والميتفورمين (بيغوانيد).
تمت الموافقة على هذه التركيبة للاستخدام الطبي في الولايات المتحدة في عام 2007. يكلف الإمداد الشهري في المملكة المتحدة هيئة الخدمات الصحية الوطنية (المملكة المتحدة) حوالي 33.26 جنيهًا إسترلينيًا اعتبارًا من عام 2019. في الولايات المتحدة، تبلغ تكلفة البيع بالجملة لهذا المبلغ حوالي 433 دولار أمريكي. في عام 2017، كان الدواء رقم 139 الأكثر شيوعًا في الولايات المتحدة، مع أكثر من أربعة ملايين وصفة طبية.

## المجتمع والثقافة

### الأسماء التجارية
اعتبارًا من 2018، تم تسويق المجموعة تحت العديد من الأسماء التجارية، بما في ذلك جانميت وجانوت وجانويت وجزنوميت وريستابين ميت وريستفورد وسيغليمت وسيتاميت وسيتار-م وسليبتين-م وتريفياميت وفيلميتيا..

### السعر
يكلف العرض الشهري في المملكة المتحدة هيئة الخدمات الصحية الوطنية (المملكة المتحدة) حوالي 33.26 جنيهًا إسترلينيًا اعتبارًا من عام 2019. في الولايات المتحدة، تبلغ تكلفة البيع بالجملة لهذا المبلغ حوالي 433 دولارًا أمريكيًا. في الدنمارك 100 حبة (كل 1000 مجم) تكلف دون وصفة طبية في صيدلية DKK 62.60 = 9.40 دولارًا أمريكيًا = 7.50 جنيهًا إسترلينيًا، ولذا يكلف العرض الشهري في الدنمارك DKK 37.50 = 5.70 دولارًا أمريكيًا = 4.50 جنيهًا إسترلينيًا. تشتري الصيدلية بالجملة بسعر 33.83 كرونة دانمركية = 5.11 دولارات أمريكية = 4.10 جنيهات استرلينية.

## روابط خارجية
- "ستاغليبتين". بوابة معلومات الدواء. مكتبة الطب الوطنية الأمريكية. مؤرشف من الأصل في 2018-12-29.
- "ميتفورمين". بوابة معلومات الدواء. مكتبة الطب الوطنية الأمريكية. مؤرشف من الأصل في 2020-04-09.